# Gargilius Martialis
Gargilius Martialis (III wiek n.e.) – rzymski pisarz, autor biograficznego dzieła o cesarzu Aleksandrze Sewerusie, a także prac na temat rolnictwa. Zachowały się fragmenty pt. De pomis (O jabłkach) i De cura boum (O leczeniu wołów).